# Luka Marić
Luka Marić (Papići, 24. veljače 1899. – Tisno, 17. lipnja 1979.) bio je hrvatski mineralog i petrolog.

## Životopis
Osnovnu školu završio je u Meminskoj, nižu gimnaziju u Petrinji, a višu u Karlovcu 1918. Pohađao Filozofski fakultet u Zagrebu, grupu prirodopis i kemija, te diplomirao i položio profesorski ispit 1922. godine. Zatim predaje u gimnazijama u Srbobranu i Ogulinu do 1924. godine. Zahvaljujući svojim sposobnostima dobiva dvogodišnju stipendiju za specijalizaciju u Francuskoj, u Parizu i Nancyu. Za vrijeme svog boravka u Francuskoj uči od svjetski poznatih mineraloga i geokemičara Lacroixa i Vernadskog. Od 1925. do 1931. godine radi kao kustos Mineraloško-petrografskog muzeja u Zagrebu. Doktorirao je 1928. godine na Sveučilištu u Beogradu. Od 1931. godine pa sve do umirovljenja 1969. godine radi kao docent, izvanredni te na kraju i redovni profesor mineralogije, petrologije i nauka o rudnim ležištima na Rudarsko-geološko-naftnom fakultetu u Zagrebu. Osim ovih predavao je i niz predmeta iz područja geoznanosti na odjelima nekadašnjeg Tehnološkog fakulteta, arhitektonskom, građevinskom, geodetskom i kemijskom, koji su kasnije postali samostalni fakulteti. Usporedno svemu navedenome bio je i predstojnik Zavoda za mineralogiju, petrologiju te ekonomsku geologiju 41 godinu. U vrijeme Drugog svjetskog rata bježi od ustaškog režima u Ljubljanu gdje radi kao honorarni nastavnik od 1941. do 1945. godine. Tijekom svoje duge i bogate znanstvene i stručne karijere putuje diljem Europe, te jednim dijelom Azije i Afrike.

## Znanstveni rad i doprinos
Svoje prvo djelo pod nazivom objavio je 1928. godine. Ovim radom započeo je razvoj petrologije na području bivše Jugoslavije. Prvi je na ovim prostorima upotrijebio kemijski sastav stijene kako bi izradio varijacijske dijagrame pomoću kojih bi opisao genezu stijena. Veliki dio njegove karijere se odnosio na magmatske stijene.  Među bitnijima se svakako ističu petrografska istraživanja magmatskih stijena u Staroj Raški te ofiolitna zona iz doline rijeke Lim gdje je prvi iskoristio kvantitativnu kemijsku analizu i detaljno mikroskopsko istraživanje bazičnih i ultrabazičnih stijena. 
Treba spomenuti Marićev rad i istraživanje provedeno na efuzivnim magmatskim stijenama između Kratova i Zletova u istočnoj Makedoniji. Uz otkriće rudnih ležišta, Marić je odredio i da se vulkanska aktivnost na području odvijala u tri faze. Ustvrdio je genezu stijena te izradio prvu petrografsku kartu područja. Krajem 40-ih godina prošlog stoljeća istražuje efuzivne magmatske stijene na području grada Bor, poznatog po rudnicima bakra. Rezultate svog istraživanja objavljuje u knjizi pod nazivom Magmatiti u užem području rudnika Bor u istočnoj Srbiji. Ovo djelo postalo je temelj za sva daljnja petrografska istraživanja na tom području. Bavio se istraživanjem bazičnih stijena pronađenih u Dinaridima i Tauridima, granitima iz Priplepa i Zagreba, porfirita iz Vratnika. Sintezu svog rada Marić je objavio u časopisu Neues Jahrbuch für Mineralogie pod nazivom Magmatismus und Alkalimetasomatose im jugoslawischen Raum. Brojčano manji, no neupitno jednako bitni su Marićevi radovi vezani za metamorfne stijene. Jedan od njih je dokumentarni rad o metamorfnim stijenama Selečke Planine, temelj za daljnje istraživanje kristalinskih škriljavaca na području. Proučavao je i metamorfite Medvednice. Bavio se i proučavanjem sedimentnih stijena.  
Profesor Luka Marić je zaslužan za mnoga otkrića iz područja geologije na teritoriju bivše Jugoslavije. Svojim radom pružio je temelj za brojna daljnja istraživanja vezana za mineralogiju, petrologiju, petrografiju, geokemiju i sl. Dobitnik je niza nagrada, spomenica, zahvalnica i diploma. Svakako jedna od najbitnijih nagrada dodijeljenih prof. Mariću je  Ruđer Bošković za znanstveni rad 1965. godine.  Dobitnik je i nagrade AVNOJ-a 1971. godine. Odlikovan je ordenom rada sa zlatnom zvijezdom 1949. godine, a 1965. godine ordenom rada s crvenom zastavom i ordenom Republike sa srebmim vijencem. Mineral marićit nazvan je po prof. Mariću kako bi se odala počast njemu i njegovim doprinosima geologiji.
1974. godine.

## Djela

### Knjige i udžbenici
- Masiv gabra kod Jablanice (1928.)
- Koliko je stara naša Zemlja (1931.)
- Izvori u srednjem dijelu Medvednice: prilog hidrogeologiji Zagrebačke gore (1935.)
- Sistematska petrografija : za studente prirodnih i tehničkih nauka inženjere i praktične geologe : s 81 slikom u tekstu i kartom rudišta i kamenoloma Jugoslavije u prilogu (1945.)
- Sistematska petrografija: s 80 slika u tekstu (1951.)
- Magmatiti u užem području rudnika Bor u istočnoj Srbiji (1957.)
- Minerali, stijene i rudna ležišta u našoj zemlji od prethistorije do danas (1974.)

### Važniji znanstveni članci
- Magmatismus und Alkali-metasomatose im jugoslawischen Raum u časopisu Neues Jahrbuch für Mineralogie.
- Gabro kod Jablanice n/N u svjetlosti novih istraživanja u časopisu Geološki vjesnik
- O strukturi kristala u časopisu Mladost
- Naše građevno i uresno kamenje u časopisu Tehnički list
- Geološka istraživanja i rudne pojave u Petrovoj gori i široj regiji objavljeno na Simpoziju o Petrovoj gori
- Toplina naše Zemlje i radioaktivni elementi u časopisu Mladost
- Kroz kamenolom na otoku Braču u časopisu Novosti

## Funkcije i članstva
- Dekan Tehnološkog fakulteta
- Predsjednik Hrvatskog geološkog društva
- Predsjednik Nacionalnog i Internacionalnog društva za istraživanje boksita
- Član Glavnog odbora za dodjelu znanstvenih nagrada Sabora Republike Hrvatske
- Savjetnik Instituta za građevinstvo
- Redoviti član Jugoslavenske akademije znanosti i umjetnosti
- Član Srpske akademije znanosti i umjetnosti
- Član Njemačkog mineraloškog društva
- Član Američkog geokemijskog društva
- Član redakcije časopisa Geološki vjesnik
- Član Nacionalnog i predsjednik Internacionalnog društva za istraživanje boksita (ICSOBE) u okviru JAZU
- Predsjednik i doživotni počasni predsjednik Srpskog kulturnog društva u Zagrebu
- Član Europskog društva za kulturu u Veneciji
- Član Glavnog odbora za dodjelu znanstvenih nagrada Sabora Hrvatske
- Jedan od trojice osnivača rudarskog odjela na Tehničkom fakultetu u Zagrebu 1939. godine
- Prvi predsjednik Savjeta RGN fakulteta

## Vanjske poveznice
- http://info.hazu.hr/hr/
- http://www.geologija.hr/hr/  Arhivirana inačica izvorne stranice od 29. siječnja 2019. (Wayback Machine)
- https://www.dmg-home.org/
- Marić, Luka Hrvatska tehnička enciklopedija, portal hrvatske tehničke baštine. LZMK